# Krystian Jan Grabowski
Krystian (Krzysztof) Jan Grabowski herbu Jastrzębiec – sędzia ziemski brzeskolitewski do 1711 roku, podsędek brzeskolitewski w latach 1690–1692, horodniczy brzeskolitewski od 1670 roku, strukczaszy Jego Królewskiej Mości.
W 1674 roku był elektorem Jana III Sobieskiego z województwa brzeskolitewskiego.